# Sander Gommans
Sander Gommans (Limburgo, Países bajos; 15 de agosto de 1978) es un músico neerlandés. Famoso por ser cofundador, guitarrista y cantante de la extinta banda de metal sinfónico, After Forever. También es fundador del grupo de Trash/Death metal, HDK (Hate Death Kill), el cual formó junto con su esposa Amanda Somerville, y los músicos Ariën van Weesenbeek y Joost van den Broek.

## Discografía

### Con After Forever
- Prison of Desire - 2000
- Decipher - 2001
- Exordium (EP) -  2003
- Invisible Circles - 2004
- Remagine - 2005
- After Forever - 2007

### Con HDK
- System Overload - 2009